# Jaba-patak
A Jaba-patak vagy régi nevén Malompatak Magyarország felszíni vízfolyásainak egyike, Külső-Somogyban, a Balatontól délre folyik.
Külső-Somogy keleti felében nyugat-keleti irányú törések a meghatározók. Ezekben a mélyedésekben alakultak ki e terület fő vízfolyásai, a Jaba-patak, Kis-Koppány és Nagy-Koppány, amelyek a lesüllyedt Sió-völgy felé tartanak és abba torkollanak
A Jaba-patak a Somogy vármegyei Pusztaszemesen ered, forrásának vízrajzi érdekessége; hogy e terület völgyi-vízválasztó kb. 200-220 méteres tengerszint feletti magasságban választja el a kőröshegyi Séd-patakot, amely attól északra folyik, és a Jaba-patakot amely először délre, majd keletre folyik. Forrásuk a pusztaszemesi völgyben egymástól kb. 200-300 méterre van. A forrástól a patak Bálványos keleti határán halad tovább, a falu határában felduzzasztotta, és víztározót hozott létre az egykori helyi termelőszövetkezet, a tó ma horgászparadicsom. A Jaba kb. 10 kilométer megtéve érkezik Lulla faluhoz, majd Ságvárt érintve tovább folyik keletre, végül Ádánd község határában torkollik bele a Kis-Koppányba (annak bal oldali mellékvize), mellyel egyesülve ugyancsak Ádánd keleti határában a Sióba torkollik, így a Sió vízgyűjtő területhez tartozó Jaba-patak a Duna közvetítésével végsősoron a Fekete-tenger vízgyűjtőjéhez tartozik.